# Beša (Levice)
Beša (ungarisch Barsbese – bis 1907 Bese) ist eine Gemeinde im Westen der Slowakei mit 635 Einwohnern (Stand 31. Dezember 2024), die zum Okres Levice, einem Teil des Nitriansky kraj, gehört.

## Geographie
Die Gemeinde befindet sich im Ostteil des slowakischen Donautieflands, genauer noch im Nordostteil des Hügellands Pohronská pahorkatina, im Tal des Bešiansky potok. Das Ortszentrum liegt auf einer Höhe von 161 m n.m. und ist 15 Kilometer von Vráble, 20 Kilometer von Levice sowie 33 Kilometer von Nové Zámky entfernt.
Zur Gemeinde gehört auch die Siedlung Kulantov nordöstlich des Hauptortes, die nach dem Ersten Weltkrieg entstand; sie ist jedoch offiziell kein Gemeindeteil.
Nachbargemeinden sind Jesenské im Norden, Horný Pial im Nordosten, Dolný Pial im Osten, Bardoňovo im Süden, Trávnica im Westen und Lula im Nordwesten.

## Geschichte

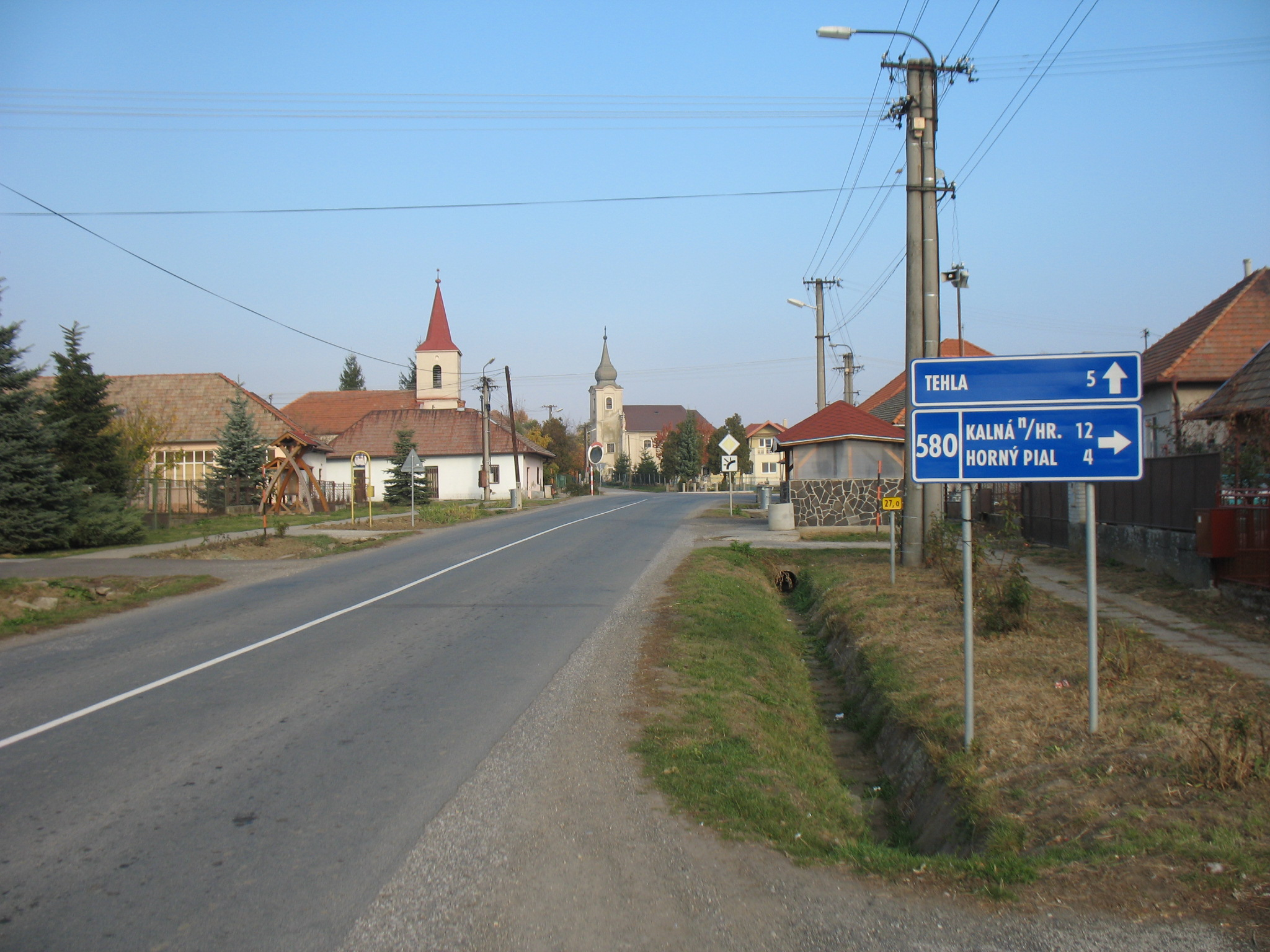
Hauptstraße und die zwei Kirchen von Beša

Im Gemeindegebiet von Beša gibt es mehrere archäologische Funde: ein großer Bronzefund aus der Spätbronzezeit, dazu Überreste einer Siedlung aus der Römerzeit. Bedeutend ist auch ein 1902 aufgefundenes Skelett eines Mammuts, das durch die Arbeit von Andrej Kmeť heute im Slowakischen Nationalmuseum aufbewahrt ist.
Beša wurde zum ersten Mal 1292 als Bese schriftlich erwähnt und war Besitz des örtlichen Geschlechts Bessey, später gehörte das Dorf unter anderem zum Herrschaftsgut der Geschlechter Farkas, Dilles, Hunyady und Kelecsényi. 1570 standen in Beša nach einem Steuerverzeichnis sechs Häuser. 1573 wurde die Ortschaft durch einen türkischen Angriff verwüstet, 1634 war sie gegenüber dem Osmanischen Reich tributpflichtig. 1828 zählte man 55 Häuser und 388 Einwohner, die als Landwirte und Winzer beschäftigt waren.
Bis 1919 gehörte der im Komitat Bars liegende Ort zum Königreich Ungarn und kam danach zur Tschechoslowakei beziehungsweise heute Slowakei. Von 1938 bis 1945 war er auf Grund des Ersten Wiener Schiedsspruchs noch einmal Teil Ungarns.

## Bevölkerung
| Jahr                | 1994 | 2004    | 2014    | 2024    |
| ------------------- | ---- | ------- | ------- | ------- |
| Anzahl der Personen | 704  | 666     | 650     | 635     |
| Unterschied         |      | −5,39 % | −2,40 % | −2,30 % |

| Jahr                | 2023 | 2024    |
| ------------------- | ---- | ------- |
| Anzahl der Personen | 626  | 635     |
| Unterschied         |      | +1,43 % |

Nach der Volkszählung 2011 wohnten in Beša 650 Einwohner, davon 363 Slowaken, 252 Magyaren sowie jeweils zwei Mährer und Tschechen. 31 Einwohner machten keine Angabe zur Ethnie.
367 Einwohner bekannten sich zur römisch-katholischen Kirche, 139 Einwohner zur reformierten Kirche, 25 Einwohner zur Evangelischen Kirche A. B., 14 Einwohner zu den Zeugen Jehovas, drei Einwohner zur evangelisch-methodistischen Kirche und ein Einwohner zur Pfingstbewegung. 53 Einwohner waren konfessionslos und bei 43 Einwohnern wurde die Konfession nicht ermittelt.

## Bauwerke und Denkmäler
- römisch-katholische Annakirche im Barockstil aus dem Jahr 1770
- reformierte Kirche aus dem Jahr 1963

## Verkehr
Durch Beša verläuft die Straße 2. Ordnung (Palárikovo–Šurany–Kalná nad Hronom), mit einer Abzweigung Richtung Vráble. Der Ort hat einen Bahnhof an der Bahnstrecke Nové Zámky–Zvolen.